# Palau Ducal
|  | Aquest article tracta sobre el Palau Ducal de Venècia. Vegeu-ne altres significats a «Palau Ducal (desambiguació)». |

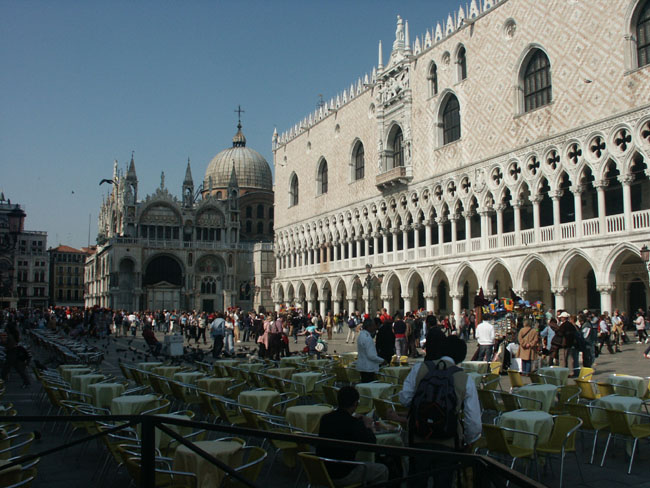
Palau Ducal i basílica de Sant Marc

El Palau Ducal (en italià Palazzo Ducale; en vènet Pałaso Dogal), és un palau construït en estil gòtic venecià, i un dels principals símbols de la glòria i el poder de la ciutat de Venècia al nord d'Itàlia. Edifici d'estil gòtic, les seves dues façanes més visibles miren cap a la llacuna de Venècia i la plaça de Sant Marc.
El palau incloïa oficines governamentals, una presó i la residència del dux de Venècia, l'autoritat electa de l'antiga República de Venècia. Va ser construït originalment l'any 810, reconstruït l'any 1340 i ampliat i modificat en els segles següents. Es va convertir en museu l'any 1923 i és un dels 11 museus que gestiona la Fondazione Musei Civici di Venezia.

## Història

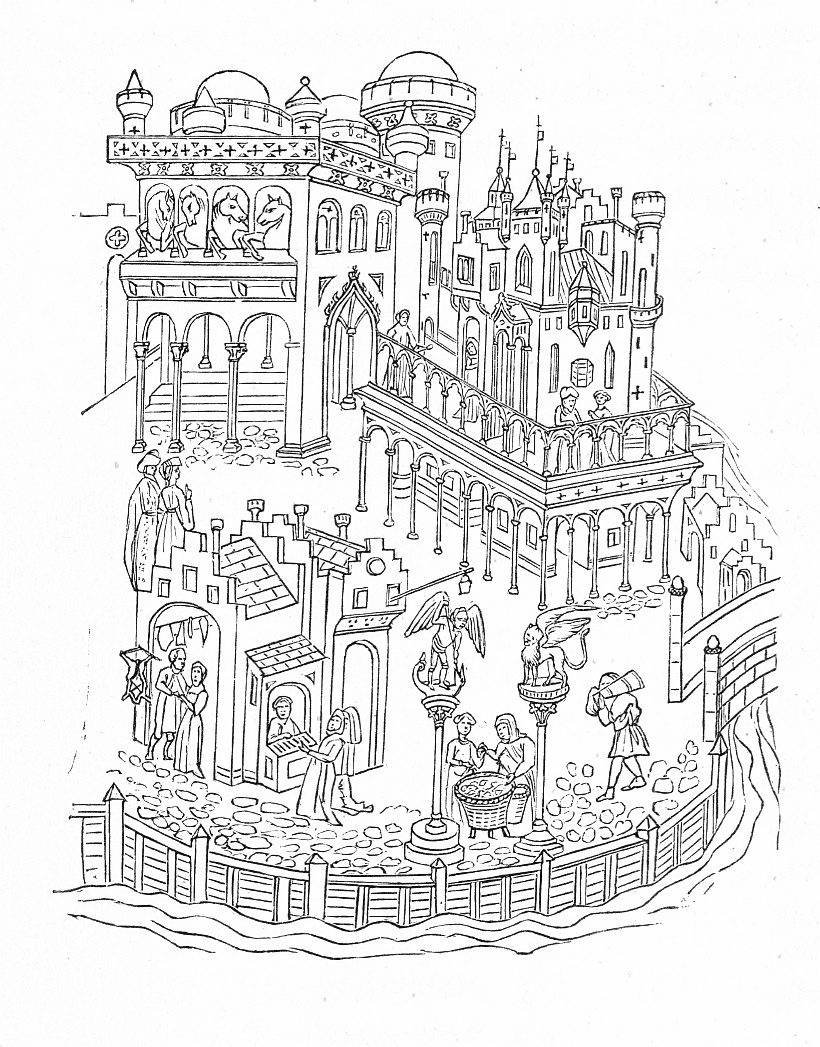
Dibuix del Palau Ducal, finals del segle XIV

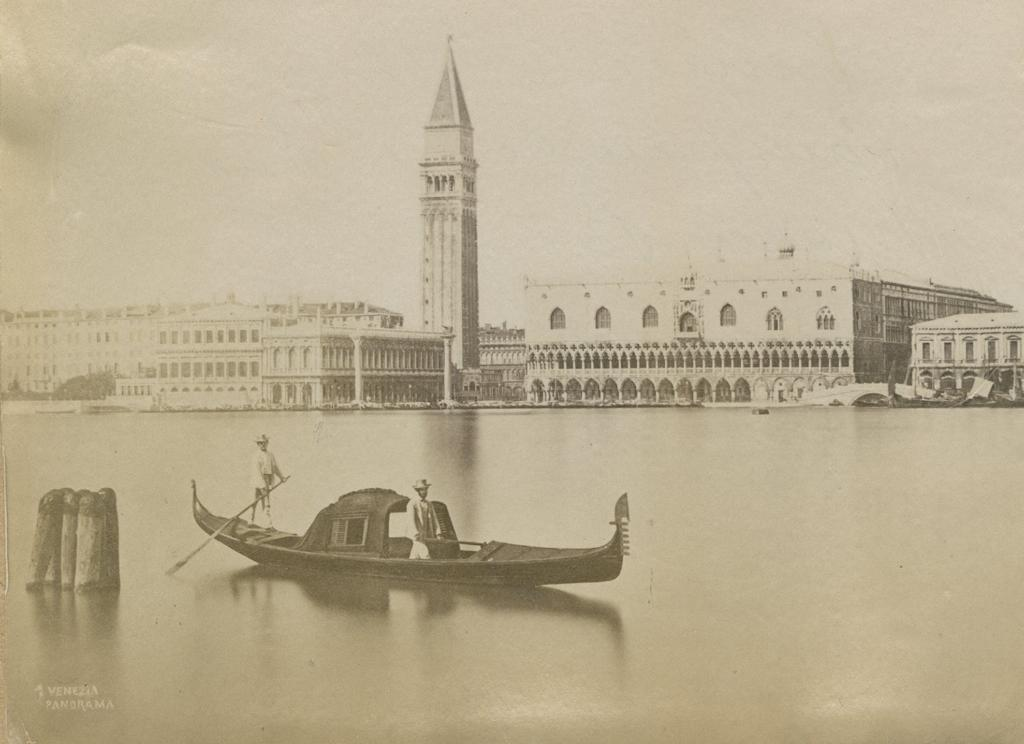
Vista del Palau Ducal, el Campanile i la plaça de San Marco des del Gran Canal. ca. 1870–1890

Va ser erigit presumiblement entre els segles x i xi sobre la base d'un nucli central fortificat, constituït per un cos central i torres en els cantons. Al voltant d'aquest nucli es va desenvolupar una de les obres mestres del gòtic venecià. La primera gran reestructuració, que va transformar la fortalesa originària en un elegant palau ja sense fortificar, es va portar a terme en el segle xii pel dux Sebastiano Ziani. Una nova ampliació va ser realitzada a la fi de 1200.
Durant el govern de Bartolomeo Gradenigo (1339–1343) el palau va començar a adquirir la seva forma actual. Una ampliació de 1424 deguda al dux Francesc Foscari va estendre el palau pel costat de la basílica de Sant Marc. Un afegit important, la Porta della Carta, projecte dels arquitectes Giovanni Bon i Bartolomeo Bon (també autors de la Ca' d'Oro) va ser acabat en 1442.
La part interna (és a dir, la que dona a la part del canal de Palau i acaba en el «Ponte della Paglia» ['Pont de la Palla'], i que allotja els apartaments del dux), va ser edificada després del gran incendi de 1483 segons el projecte de l'arquitecte Antonio Rizzo. Successius embelliments, com la Scala dei Giganti ('Escala dels Gegants'), es van alternar a causa d'incendis devastadors durant tot el segle xvi. Precisament un d'aquests sinistres va propiciar la creació del principal tresor de l'edifici: la gegantina El Paradís de Tintoretto, pintada per a substituir un mural fet malbé en un incendi.
A principis del segle xvii, van ser afegides les anomenades «Prigioni Nuove» ('Presons Noves'), més enllà del canal, per obra de l'arquitecte Antonio Contin. Aquest nou cos de fàbrica, que seria la seu dels «Signori di notte al criminal» ('Senyors de nit d'afers criminals'), magistrats encarregats de la prevenció i repressió dels delictes penals, va ser connectat al Palau mitjançant el Pont dels Sospirs, creuat pels condemnats en el seu camí a les noves presons.
Després de la caiguda de la República de Venècia en 1797, el Palau no es va utilitzar ja com a seu del príncep i de les magistratures sinó que va ser condicionat per a albergar oficines administratives. Les presons, anomenades i Piombi ('els Ploms') a causa del revestiment en aquest material de la teulada, van conservar la seva antiga funció. Després de l'annexió de Venècia al Regne d'Itàlia, el palau va sofrir nombroses restauracions, i en 1923 va ser finalment destinat a museu, funció que conserva avui dia.

## Descripció
El palau, de forma cúbica, és com un gran bloc de marbre daurat pel sol.

### Façana
El Palau Ducal es desenvolupa sobre tres ales al voltant dels costats d'un ampli pati central porticat, el quart costat estaria constituït pel cos lateral de la basílica de Sant Marc, antiga capella palatina. Les façanes principals, una davant de la plaça de Sant Marc i una altra sobre el bacino di San Marco, presenten dimensions molt semblants, atès que la façana que dona al molo fa 71,5 metres de llarg i es desenvolupa sobre disset arcades, mentre que la que dona a la placeta, que té una arcada més de llarg, fa 75 metres. La part més antiga del palau és l'ala que dona a la llacuna. Ambdues façanes estan formades per parets massisses i polides sostingudes per dos pisos de pilars col·locats un a sobre de l'altre.
La planta baixa i el pis principal tenen una galeria o pòrtic. Més amunt, el mur llis, amb només grans finestres espaiades en el parament, presenta una decoració de tauler de marbre rosat i blanc. El pòrtic de la planta baixa es recolza en trenta-sis columnes amb rics capitells decorats, pertanyents als segles xiv i xv. En els cantons del palau diversos grups escultòrics representen d'esquerra a dreta el Judici de Salomó, Adam i Eva, i Noé embriac. La galeria superior, oberta, posseïx 71 columnes rematades amb òculs quadrilobulats.
L'entrada principal rep el nom de Porta della Carta ('Porta del Paper') perquè en ella s'exposaven els decrets oficials; és d'estil gòtic flamíger (de 1442) i presenta en el timpà un lleó de Sant Marc davant el qual s'agenolla el dux Foscari.

### Pati
La façana principal del pati és una obra renaixentista, amb una extraordinària decoració escultòrica i una successió d'arcades i l'ornamentació a base de pilastres, frisos i òculs. Els pous amb brocal de bronze són del segle xvi.
Al costat del pòrtic Foscari es troba la petita façana del Rellotge, realitzada en 1615 per Monopola. Al seu costat i damunt del pòrtic s'alça un edifici del segle xv coronat amb pinacles que sostenen estàtues. En un extrem del pòrtic s'obre la coneguda escala, Scala dei Giganti, amb escultures de Sansovino que representen Mart i Neptú.

### Museu dell'Opera
Al llarg dels segles, el Palau Ducal ha estat reestructurat i restaurat innombrables vegades. A causa dels incendis, les fallades estructurals i les infiltracions, així com les noves exigències organitzatives i les modificacions o revisions completes dels adornaments, amb prou feines hi ha hagut un moment en què no s'hagi realitzat algun tipus d'obra a l'edifici. Des de l'Edat Mitjana, les activitats de manteniment i conservació estaven en mans d'una «oficina tècnica», que s'encarregava de totes aquestes operacions i supervisava els treballadors i les seves obres: l'Opera, la fabbriceria o la procuratoria. A partir de mitjans del segle xix, el Palau semblava estar en tal estat de decadència que es qüestionava la seva pròpia supervivència; per això, el 1876 es va posar en marxa un important pla de restauració. Les obres van afectar les dues façanes i els capitells de l'arcada de la planta baixa i de la loggia superior: 42 d'ells, que semblaven estar en un estat especialment ruïnós, van ser retirats i substituïts per còpies. Els originals, alguns dels quals eren obres mestres de l'escultura veneciana dels segles xiv i xv, es van col·locar, juntament amb altres escultures de les façanes, en un espai específicament reservat: el Museu dell'Opera. Després de sotmetre's a minuciosos i curosos treballs de restauració, s'exposen ara, sobre les columnes originals, en aquestes 6 sales del museu, travessades per un antic mur de grans blocs de pedra, vestigi d'una versió anterior del Palau. Les sales també contenen fragments d'estàtues i obres arquitectòniques i decoratives en pedra importants procedents de les façanes del Palau.

### Apartaments del dux
Les estances on vivia el dux es van situar sempre en aquesta zona del palau, entre el Rio della Canonica –l'entrada d'aigua a l'edifici–, l'actual Escalera daurada i l'absis de la basílica de Sant Marc. El fatal incendi d'aquesta part de l'edifici del 1483 va fer necessaris importants treballs de reconstrucció, i els apartaments del dux es van completar el 1510. El nucli d'aquests apartaments forma una residència de prestigi, encara que no especialment gran, atès que les habitacions més properes a l'Escala daurada tenien una funció mixta privada i pública. Als apartaments privats, el dux podia deixar de banda l'oficina per retirar-se al final del dia i sopar amb membres de la seva família entre els mobles que havia portat de la seva pròpia casa (i que, a la seva mort, serien retirats ràpidament per donar pas a la propietat del nou dux elegit).

### Antiga presó o Piombi
Abans del segle XII, hi havia cel·les de detenció dins del Palau Ducal, però durant els segles XIII i XIV es van crear més espais amb aquesta finalitat que ocupaven tota la planta baixa de l'ala sud. De nou, aquests traçats van canviar cap al 1540 quan es va construir un conjunt de la planta baixa de l'ala oriental. A causa de les seves qualitats fosques, humides i aïllades van arribar a ser coneguts com els Pozzi (els Pous). El 1591 encara es van construir més cel·les a l'ala oriental superior. Per la seva posició, directament sota el sostre de plom, eren coneguts com Piombi. Entre els famosos reclusos de la presó hi va haver Silvio Pellico i Giacomo Casanova . Aquest últim a la seva biografia descriu que va escapar pel terrat, tornar a entrar al palau i sortir per la Porta della Carta.

### Pont dels Sospirs i les noves presons
Un passadís condueix al Pont dels Sospirs, construït el 1614 per unir el Palau Ducal amb l'estructura destinada a albergar les Presons Noves. Tancat i cobert per tots els costats, el pont conté dos passadissos separats que discorren un al costat de l'altre. El que els visitants utilitzen avui dia unia les presons amb les sales del Magistrato alle Leggi i la Quarantia Criminal; l'altre unia les presons amb les sales de l'Advocacia de l'Estat i el Parlatori. Tots dos passadissos estan units a l'escala de servei que porta de les cel·les de la planta baixa dels Pozzi a les cel·les del sostre dels Piombi.
El famós nom del pont data del període romàntic i se suposa que fa referència als sospirs dels presos que, en passar de la sala d'audiències a la cel·la on complirien la seva condemna, feien un darrer cop d'ull a la llibertat en albirar la llacuna i la basílica de San Giorgio Maggiore a través de les petites finestres. A mitjan segle xvi, es va decidir construir una nova estructura a l'altra banda del canal, al costat del palau, que albergaria les presons i les cambres dels magistrats, coneguda com la Notte al Criminal. L'edifici, unit al palau pel Pont dels Sospirs, pretenia millorar les condicions dels presos amb cel·les més grans, lluminoses i ventilades. Tot i això, algunes seccions de les noves presons no assoleixen aquest objectiu, especialment les que tenen passadissos a tots els costats i les cel·les que donen al pati interior de l'edifici. Seguint la tradició anterior, cada cel·la estava revestida amb taulons de làrix superposats i clavats.

## Curiositats
La llegenda diu que antigament als condemnats a mort els era concedit, com última possibilitat de salvar-se, intentar el «gir de la columna». De fet encara avui una de les columnes del Palau Ducal està lleugerament torçada cap a dintre. L'intent consistia a donar voltes al voltant de la columna, per la seva banda externa, sense relliscar, però gairebé ningú ho aconseguia completament.
El color del Palau canvia segons la llum del dia, adquirint una tonalitat rosa molt delicada però conservant en les ogives gòtiques —simètriques— un color rosaci i blanc.

### Estructura
D'acord amb la llei de gravetat, el més pesant ha de carregar el més lleu. S'esperaria, llavors, que la massa de l'edifici hagués estat construïda directament sobre el sòl i que les ogives estiguessin dalt.
Malgrat això, construït i distribuït com ho fou, l'edifici està calculat amb tanta intel·ligència que de cap manera produïx una sensació d'inestabilitat o fragilitat.
Per contra, les columnes fan l'efecte de carregar sense esforç la gran construcció, que refusant-se a posar-se en terra sembla estar suspesa en l'aire i és suportada per dues columnes d'ogives magnífiques.

### Obres d'art
Algunes sales del palau van ser decorades pel Veronese: 
- Sala del Consell dels Deu (1553–55)
- Sales del Col·legi i de l'Anti-col·legi (1576–78)
- Sala del Consell Major (1579–82)

## Imatges

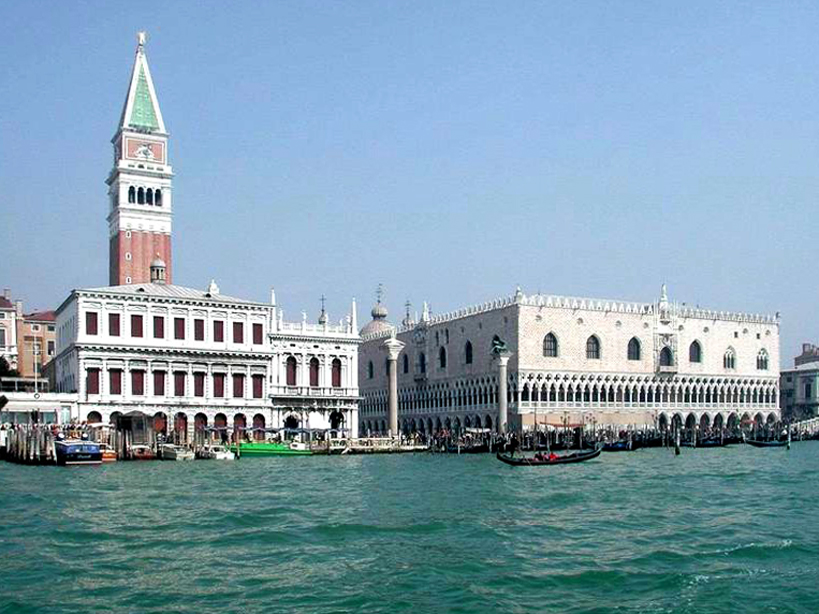
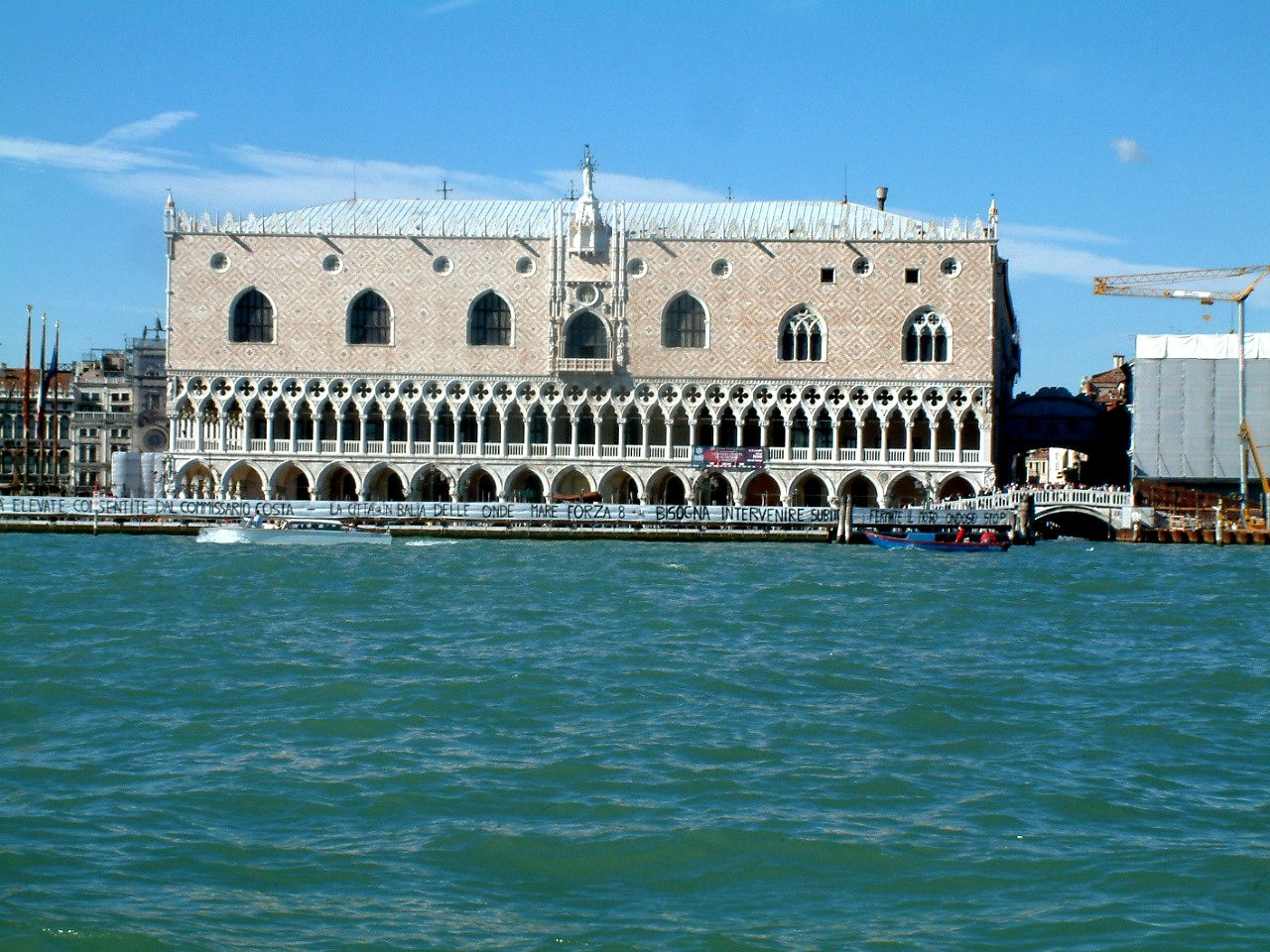
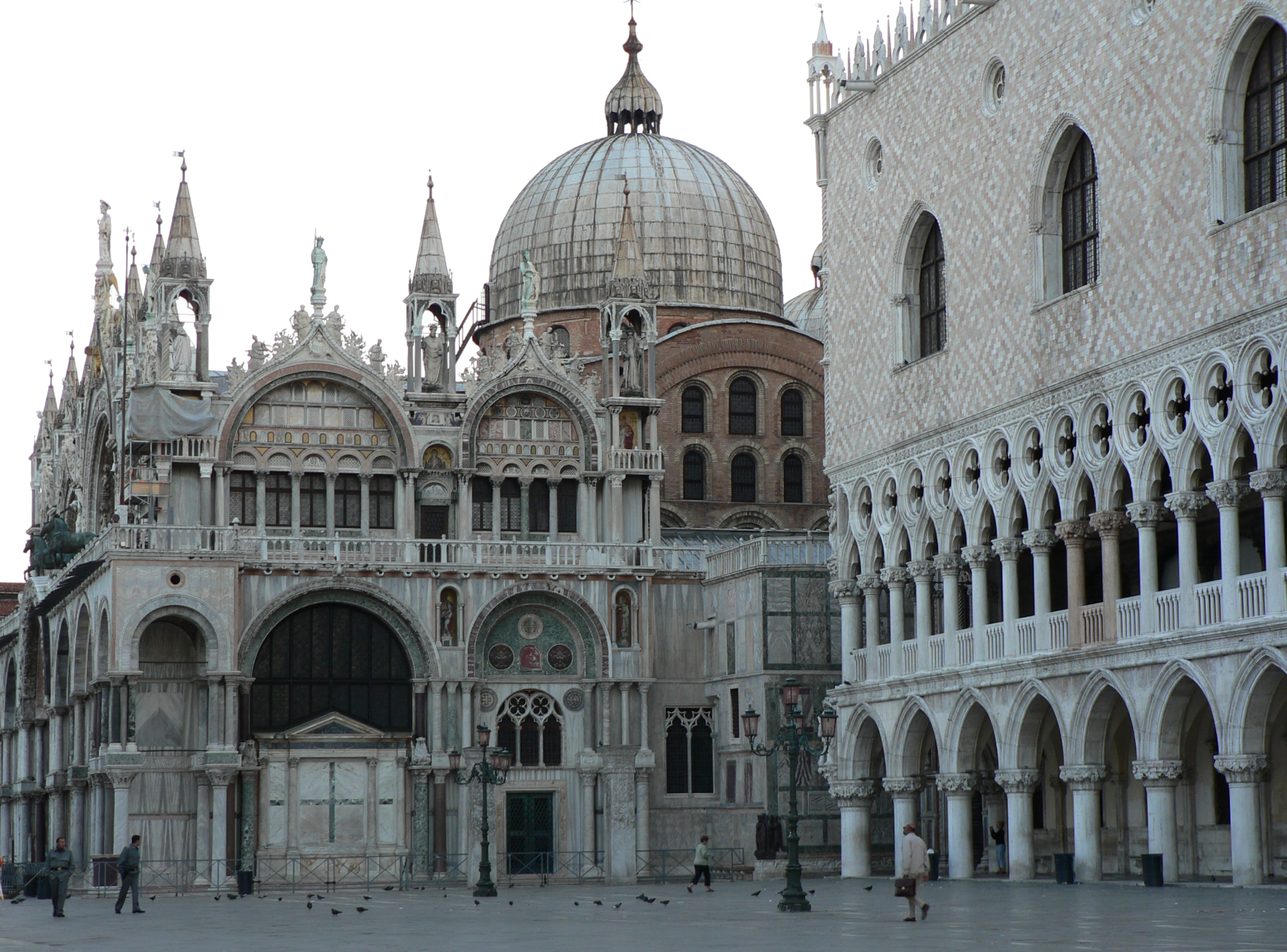
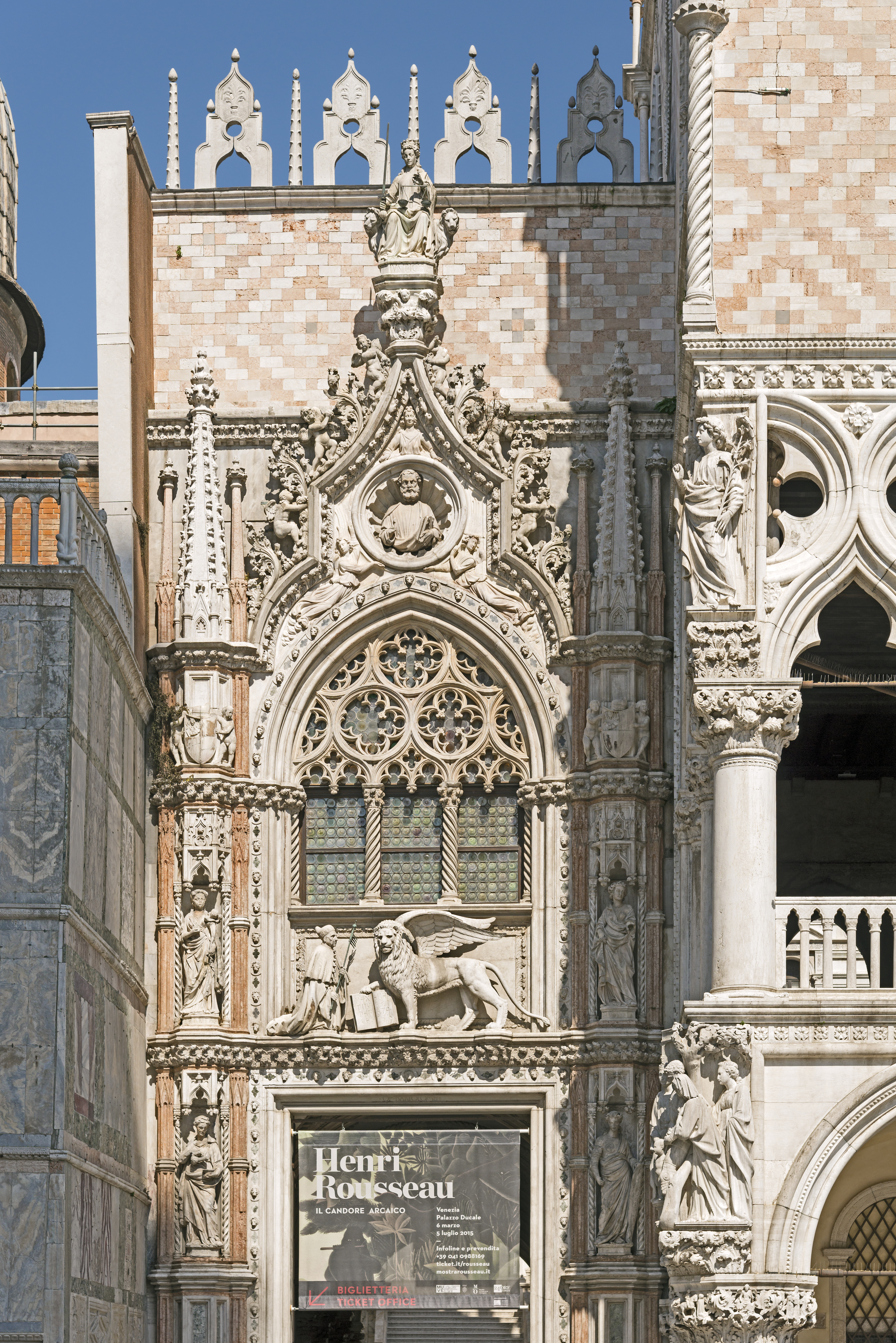
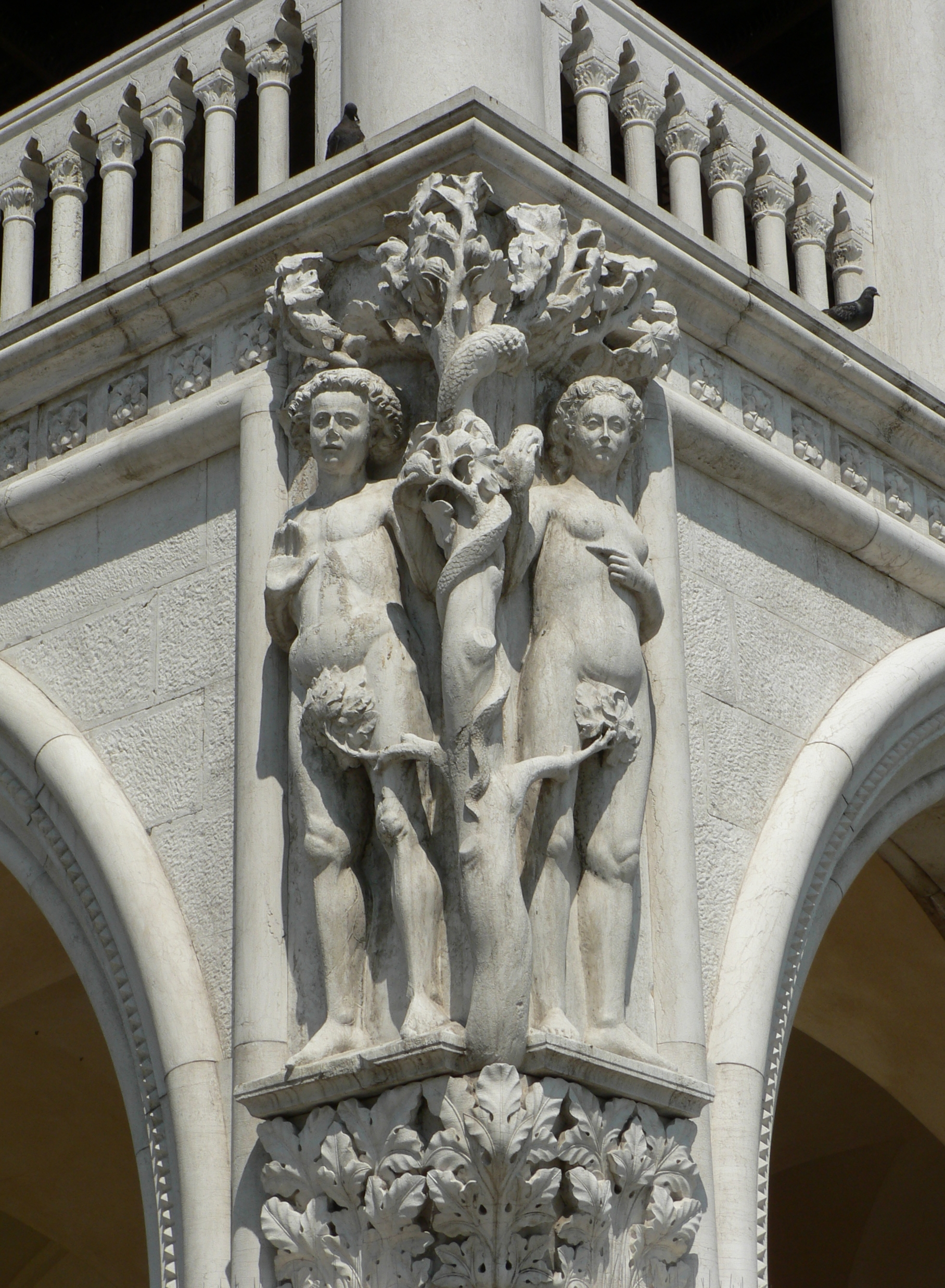
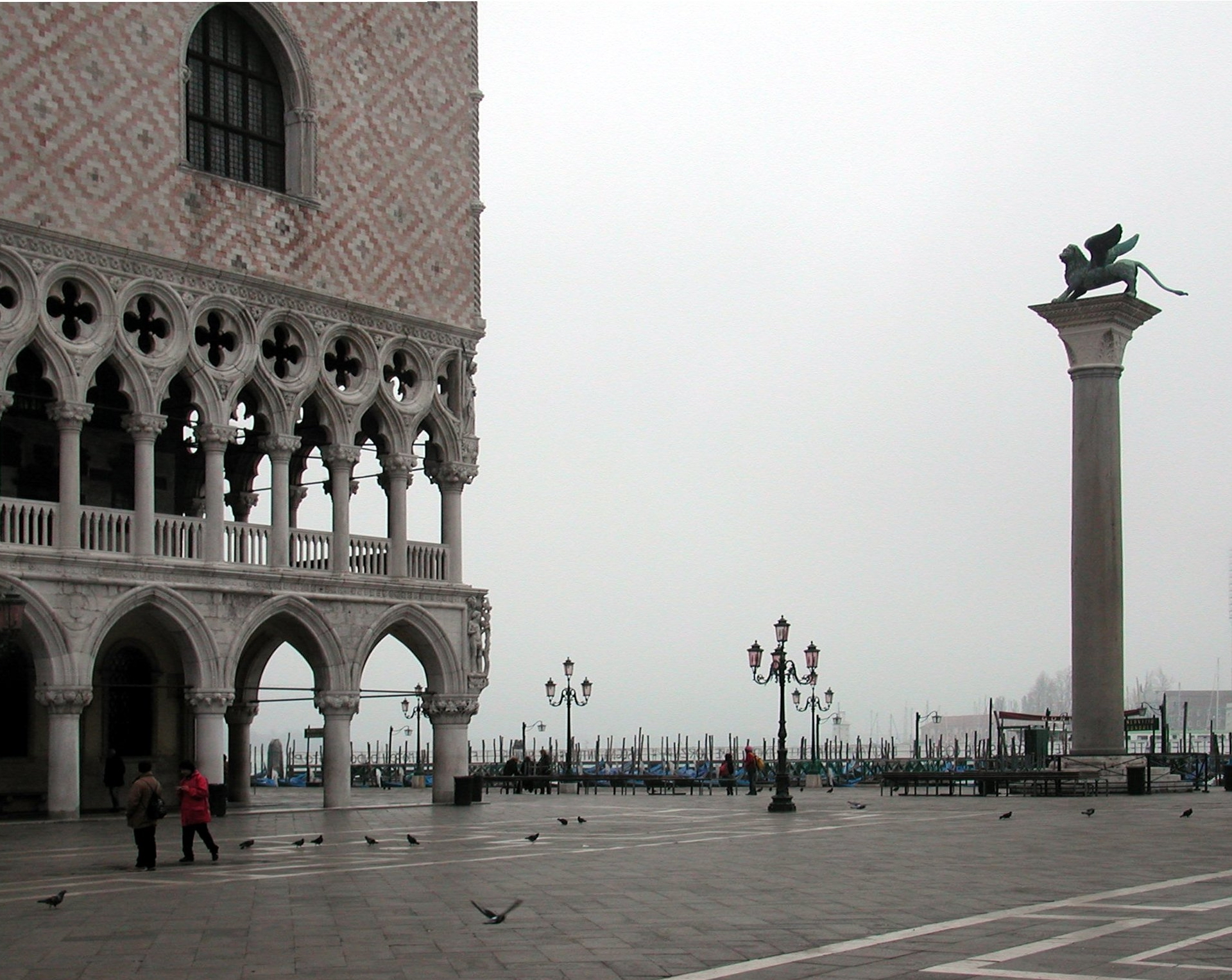
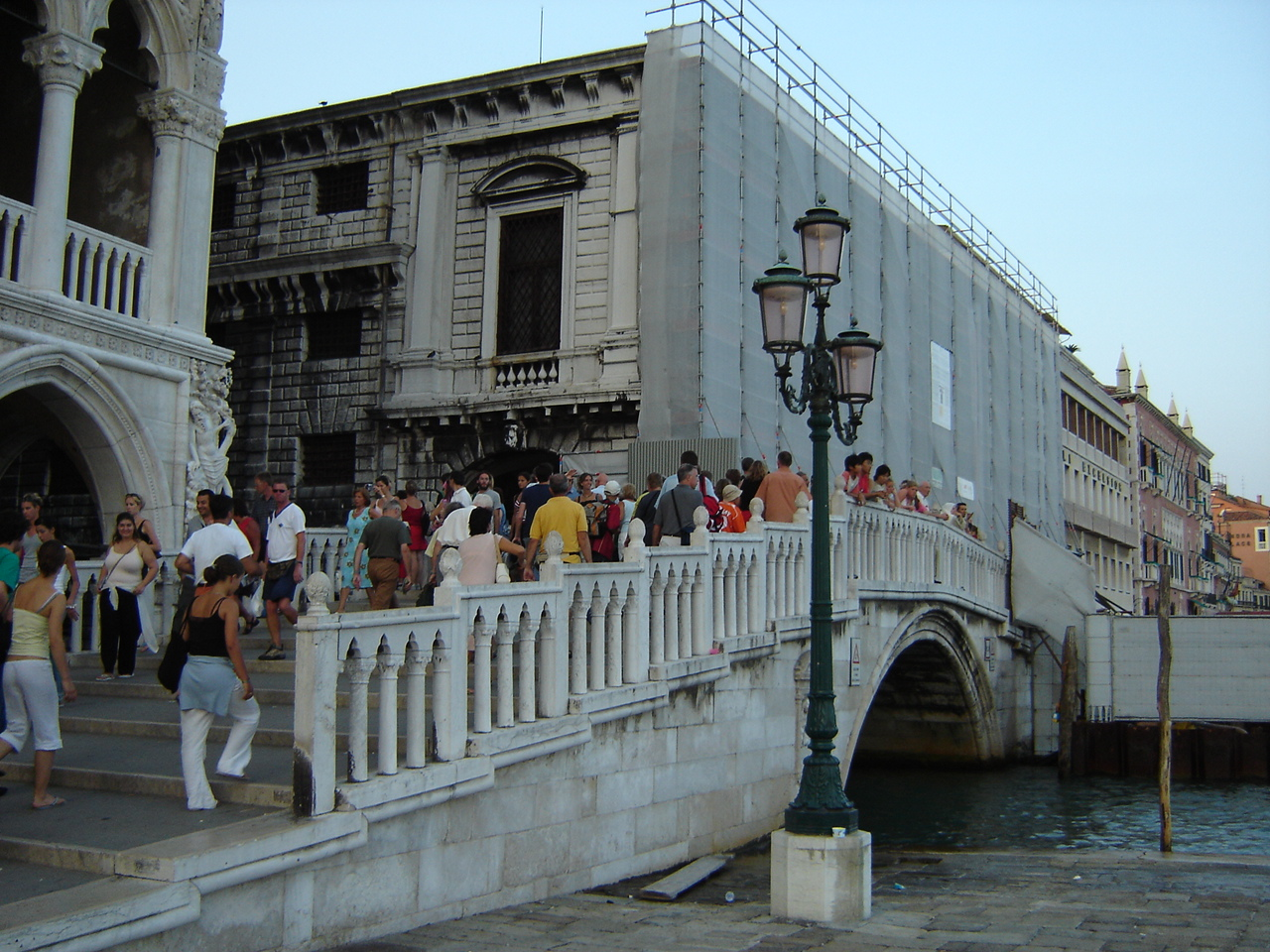
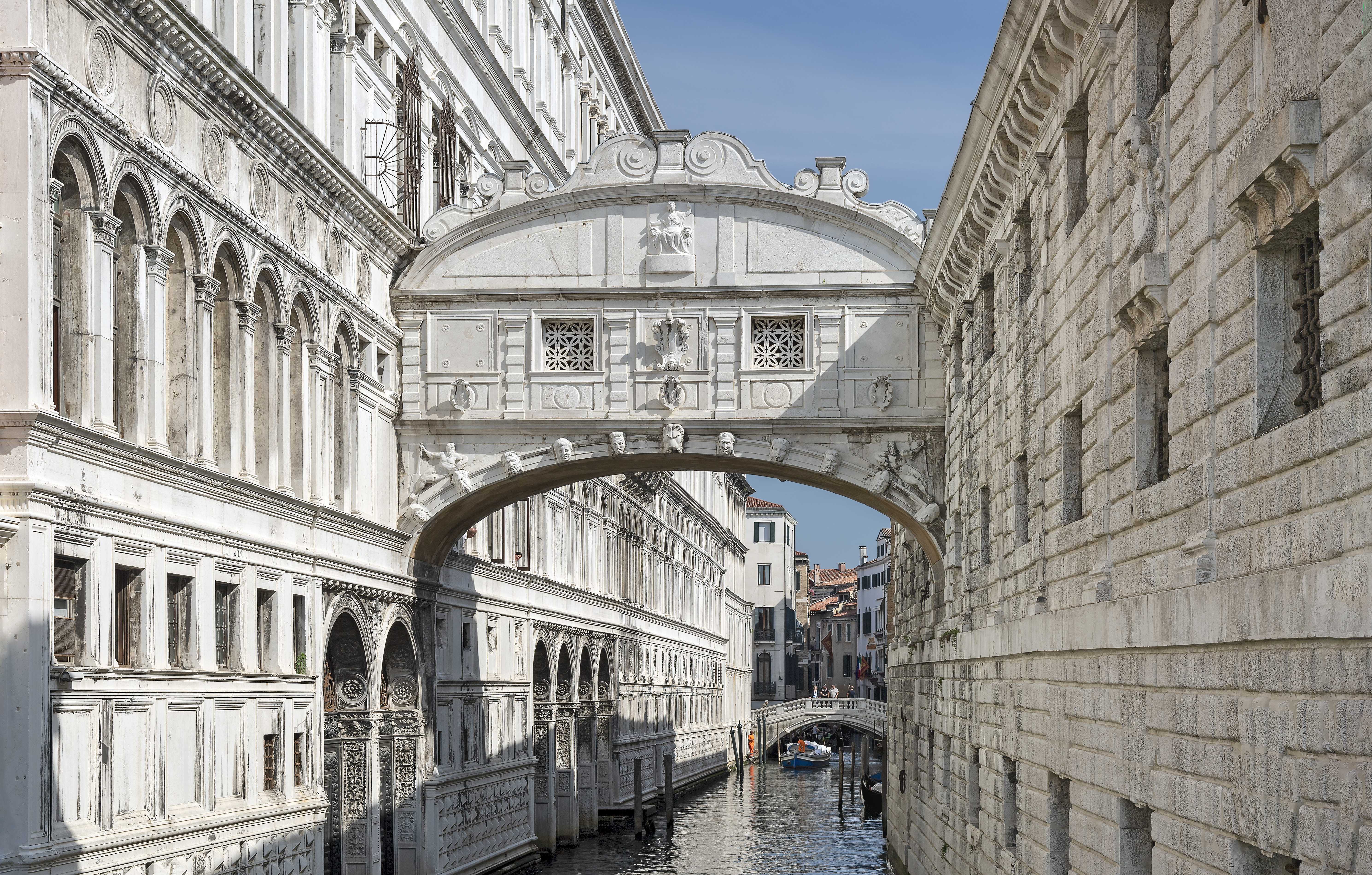